# Amza Pellea

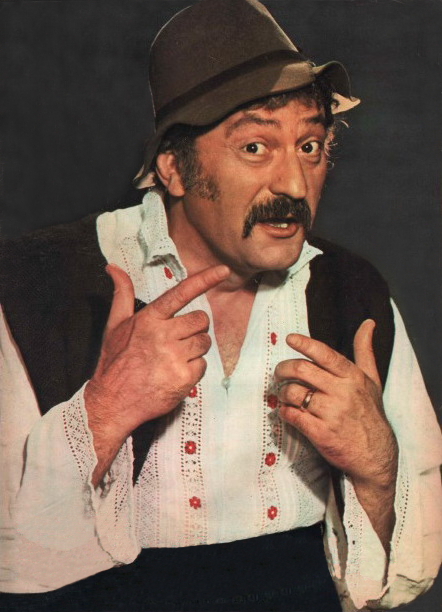
Amza Pellea

Amza Pellea (* 7. April 1931 in Băilești, Kreis Dolj; † 12. Dezember 1983 in Bukarest) war ein rumänischer Film- und Theaterschauspieler.

## Leben
Pellea absolvierte eine Ausbildung als Elektrotechniker und arbeitete er in Industriebetrieben, um danach bis 1952 die Theater- und Filmhochschule Bukarest zu besuchen. Ab 1956 hatte er ein Engagement am Theater Craiova und von 1961 bis 1973 war er am Bukarester Komödientheater beschäftigt, dessen Direktor er 1973 für ein Jahr wurde. 1973 bis 1983 lehrte er an der Theaterhochschule Bukarests (IATC).
Sein Filmdebüt hatte Pellea 1954, doch seine Filmkarriere begann erst in den 1960er Jahren. Er arbeitete häufig mit dem Regisseur Sergiu Nicolaescu zusammen. Die von ihm gespielten Titelrollen in dessen Spielfilmen Mihai Viteazul (1970), Ultimul cartuș (1973), Revanșa (1978) und Omul de aur (1978) verhalfen ihm zu großer Popularität. Im deutschen Film trat er in den DEFA-Produktionen Ulzana (1974), Das Licht auf dem Galgen (1976) und Das Ding im Schloß (1979) sowie den rumänisch-bundesdeutschen Koproduktionen Das verschollene Inka-Gold (1978) und Killemy, der singende Hund (1979) auf.
Auf dem Internationalen Filmfestival in Moskau erhielt er 1977 für seine Mitwirkung in Nicolaescus Osânda den Darstellerpreis. Pellea ist Mitautor des 1979 entstandenen Films Nea Mărin, miliardar.

## Filmografie
- 1954: În vreme de război
- 1960: Darclée (Darclée)
- 1961: Setea
- 1962: Der berühmte 702 (Celebrul 702)
- 1963: Tudor, Rebell gegen Paschas und Bojaren (Tudor)
- 1965: Das Geschlecht der Falken (Neamul Șoimăreștilor)
- 1965: Der Aufstand (Răscoala)
- 1965: Amza, der Schrecken der Bojaren (Haiducii)
- 1965: Das weiße Zimmer (Camera albă)
- 1966: Der letzte große Sieg der Daker (Dacii)
- 1968: Der Tyrann (Columna)
- 1969: Der Krieg der Prinzessinnen (Războiul domnițelor)
- 1970: Kampf der Könige (Mihai Viteazul)
- 1972: Die Macht der Wahrheit (Puterea și adevărul)
- 1972: Atunci i-am condamnat pe toți la moarte
- 1973: După furtună
- 1973: Die letzte Patrone (Ultimul cartuș)
- 1973: Ciprian Porumbescu
- 1974: Vor den Toren der Stadt (Porțile albastre ale orașului)
- 1974: Ulzana
- 1974: Abenteuer im Donaudelta (Aventurile lui Babușcă)
- 1974: Die Unsterblichen (Nemuritorii)
- 1974: Ein Kriminalkommissar klagt an (Un comisar acuză)
- 1974: Proprietarii
- 1974: Un august in flăcări (Fernsehfilm)
- 1974: Stejar, extremă urgență
- 1975: Cantemi
- 1975: Die Jagd nach einer Handschrift (Mușchetarul romăn)
- 1975: Der Sonntagsvater (Tată de duminică)
- 1976: Tufă de Veneția
- 1976: Das Licht auf dem Galgen
- 1977: Schüsse im Mondschein (Împușcături sub clar de lună)
- 1977: Fahrerflucht (Accident)
- 1977: Das Verurteilung (Osânda)
- 1977: Pentru patrie
- 1977: Drei Tage und drei Nächte (Trei zile și trei nopți)
- 1978: Melodii, melodii
- 1978: Die Revanche (Revanșa)
- 1978: Ich, Du und Ovid (Eu, tu, și… Ovidiu)
- 1978: Ecaterina Teodoriu
- 1978: Das Ding im Schloß
- 1978: Das verschollene Inka-Gold (Omul de aur)
- 1979: Brațele Afroditei
- 1979: Killeny, der singende Hund (Mihail, câine de circ)
- 1979: Wer ist Milliardär? (Nea Mărin, miliardar) (Ko-Autor)
- 1979: Zärtlich ging Anastasia vorbei (Duios Anastasia trecea)
- 1979: Prețul încrederii
- 1979: Teatrul cel mare
- 1980: Auftrag 'Concordia' (Detașamentul Concordia)
- 1980: Casa dintre câmpuri
- 1981: Capcana mercenarilor
- 1981: Anna und der Dieb (Ana si hoțul)
- 1981: Șantaj